# Miežiškiai
Miežiškiai is een plaats in het Litouwse district Panevėžys. De plaats telt 780 inwoners (2001).